# Andrey Kislykh
Andrey Kislykh (en russe : Андрей Кислых ; né le 24 novembre 1976 à Kemerovo) est un athlète russe, spécialiste du 110 mètres haies et dans une moindre mesure du saut en longueur.

## Biographie

### Palmarès
| Date | Compétition                    | Lieu        | Résultat | Épreuve          | Performance |
| ---- | ------------------------------ | ----------- | -------- | ---------------- | ----------- |
| 1994 | Championnats du monde juniors  | Lisbonne    | 6e       | 110 m haies      | 14 s 21     |
| 1995 | Championnats d'Europe juniors  | Nyiregyhaza | 5e       | 110 m haies      | 14 s 21     |
| 1995 | Championnats d'Europe juniors  | Nyiregyhaza | 2e       | Saut en longueur | 7,76 m      |
| 1996 | Championnats d'Europe en salle | Stockholm   | 5e       | 60 m haies       | 7 s 72      |
| 1997 | Championnats d'Europe espoirs  | Turku       | 3e       | 110 m haies      | 13 s 56     |
| 1997 | Universiade                    | Catane      | 1er      | 110 m haies      | 13 s 44     |

### Records
| Épreuve                    | Performance | Lieu    | Date            |
| -------------------------- | ----------- | ------- | --------------- |
| 60 mètres haies (en salle) | 7 s 57      | Gand    | 25 février 2000 |
| 110 mètres haies           | 13 s 43     | Athènes | 5 août 1997     |
| Saut en longueur           | 8,00 m      | Moscou  | 20 juillet 2004 |